# Andrena rudolfae
Andrena rudolfae är en biart som beskrevs av Osytshnjuk 1986. Andrena rudolfae ingår i släktet sandbin, och familjen grävbin. Inga underarter finns listade i Catalogue of Life.